# ベネズエラ空軍
ベネズエラ空軍（ベネズエラくうぐん、スペイン語: Aviación Militar Nacional Bolivariana）は、ベネズエラの空軍組織。

## 歴史
1920年12月10日に陸軍航空学校が創設され、ここからベネズエラ空軍の歴史が始まる。創成期はファルマン製飛行機やコードロン G.3やコードロン G.4を装備し、おもにフランス、ドイツ、イタリアの影響を受けていた。第二次世界大戦後はアメリカ合衆国の援助で再編成され、1946年6月22日に正式にベネズエラ空軍が発足した。
現存する空軍基地の大半は1960年代に建設された。この頃の主力機はF-86やB-25であった。1970年代に入り、石油価格の上昇により軍事費が増大し、空軍の近代化が1980年代まで進められる。ミラージュIIIやT-27、OV-10A/E、VF-5A/Dの他、1983年にはF-16が到着した。

## 近代化
アメリカ合衆国がF-16用予備部品の輸出を禁止した結果、ベネズエラ空軍は2005年7月に24機のSu-30を購入することとなった。
2009年までにMi-28が4機引き渡される予定である。これ以外にもロシアからIl-76を2機の調達や、Su-35の購入交渉が進められている。

## 組織

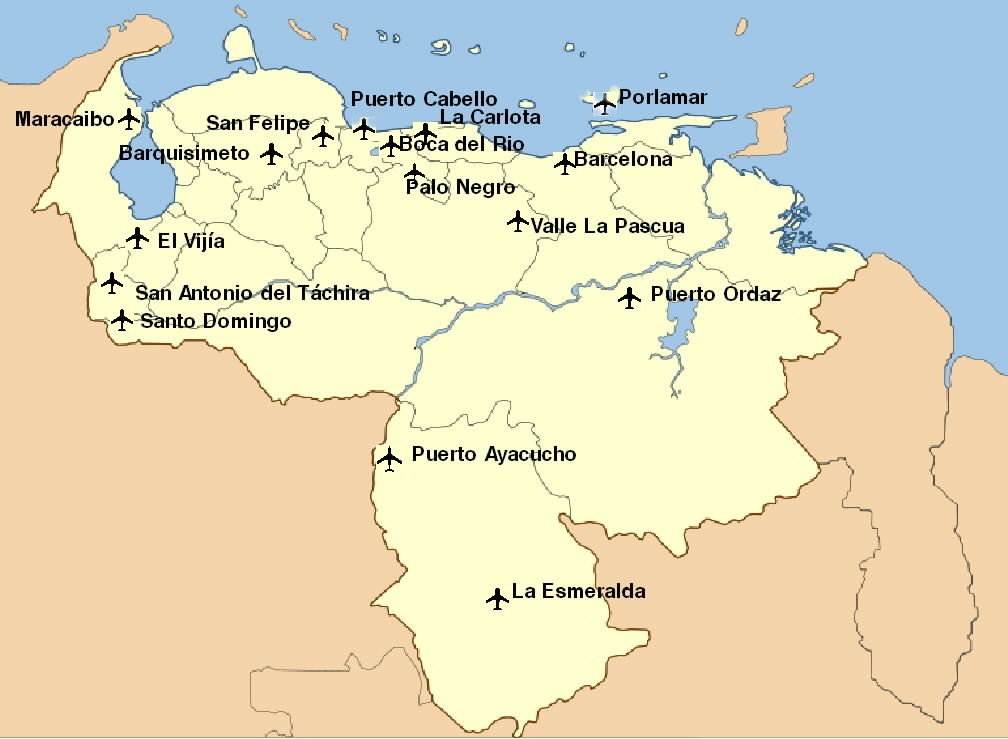
ベネズエラの空軍基地

空軍総司令官（Comandante General de la Aviación Militar Nacional Bolivariana）の下、以下の職位・組織がある。2007年時点で現役兵総員5,500人。パイロットの平均飛行時間は155時間/年。
- 空軍航空作戦集団
- 空軍防空集団
- 空軍空挺集団
- 空軍兵站集団
- 空軍人事集団
  - 教育局
- 航空学保健局（Dirección de Sanidad Aeronautica）
  - 管理副局
    - 計画部
    - 調査教育部
    - 生理ENTTO部
    - 一般役務部
    - モジュール部
    - 人事部

  - 医療副局
    - 調査教育部
    - 生理ENTTO部
    - 一般役務部
    - モジュール部
    - 人事部
- 航空独立事業（Servicio Autónomo de la Aviación）
  - 航空独立事業管制網（Cadena de Mando del Servicio Autónomo de la Aviación）
  - 予算計画局（Dirección de Planificación y Presupuesto）
  - 市場商業化局（Dirección de Mercadeo y Comercialización）
  - 成果局（Dirección de Producción）

### 航空基地
- エル・リベルタドル空軍基地（El Libertador Airbase）
- ヘネラリーシモ・フランシスコ・デ・ミランダ空軍基地（Generalissimo Francisco de Miranda Airbase）

### 航空部隊
- 空軍航空作戦集団
  - 第4航空群 運用機、A-319CJ、B-737、ファルコン50、Mi-17
  - 第5航空群 運用機、ビーチクラフト BE200
  - 第6航空群 運用機、C-130、ショート 330、B-707
  - 第9航空群 運用機、セスナ 206、セスナ 208
  - 第10航空群 運用機、AS 332、スーパープーマおよびクーガー
  - 第11航空群 運用機、ミラージュ50
  - 第12航空群 運用機、VF-5
  - 第13航空群 運用機、Su-30MK2
  - 第14航空群 運用機、SF-260、T-27 ツカノ、セスナ 182
  - 第15航空群 運用機、OV-10、T-27 ツカノ
  - 第16航空群 運用機、F-16
  - 第85航空群

## 装備

### 固定翼機
- Su-30MKV × 24機

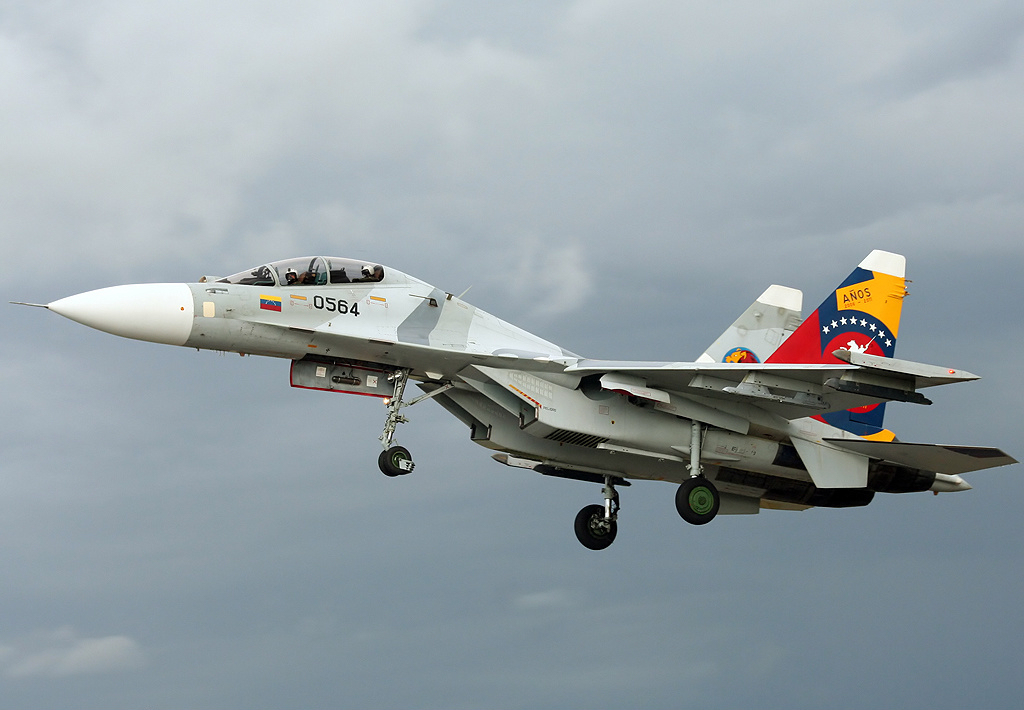
Su-30戦闘機

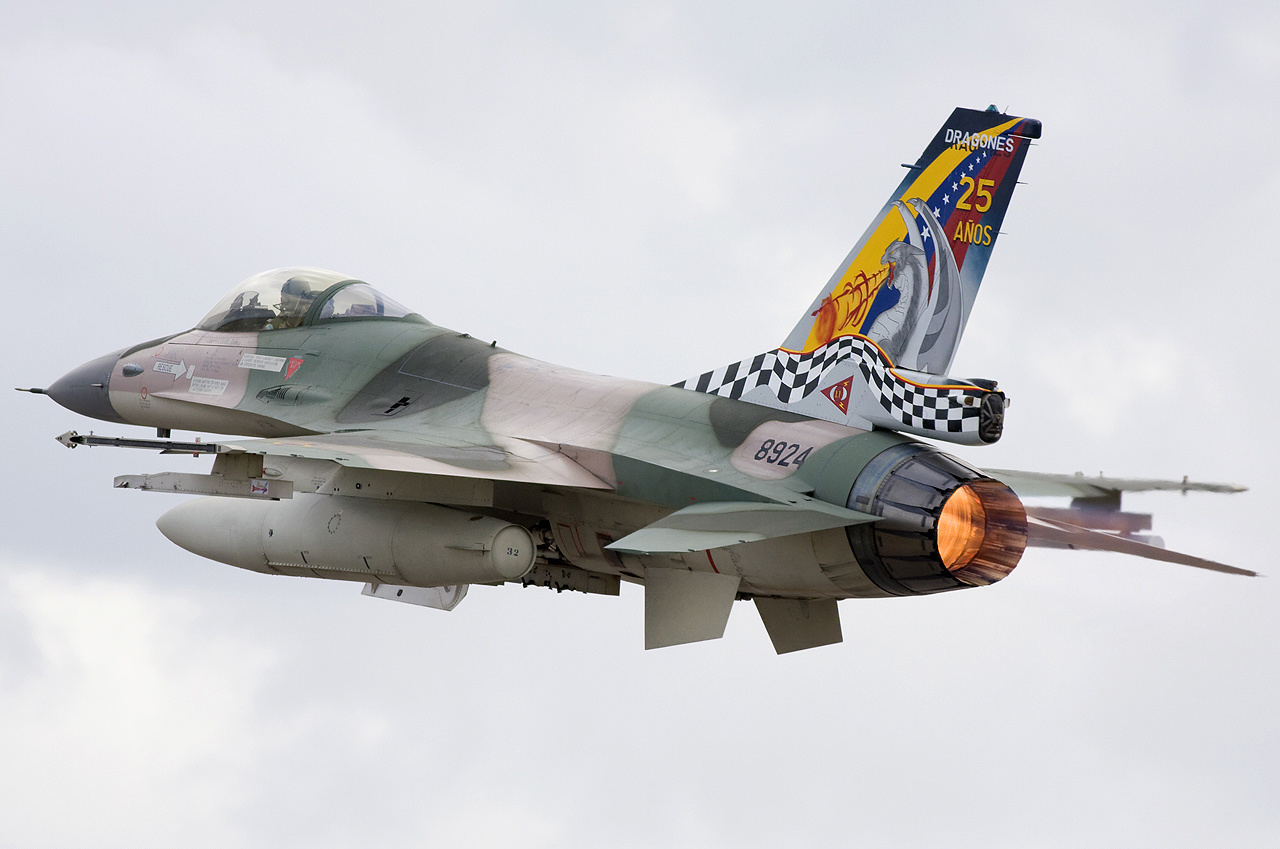
F-16戦闘機

- F-16A ブロック15OCU × 21機
- ミラージュ50 × 12機
- カナディアVF-5A/B × 18機
- OV-10A/E × 8機
- エアバスA319 × 1機
- ビーチクラフト キングエア × 5機
- フェアチャイルド・スウェアリンジェン メトロライナー × 2機
- ボーイング707 × 2機
- ボーイング737 × 1機
- ダッソー ファルコン 20DC/F × 5機
- ダッソー ファルコン 50 × 1機
- C-130H × 6機
- ショート 330 × 2機
- セスナ 208 × 8機
- セスナ 206 × 16機
- セスナ 182 × 2機
- 南昌飛機製造公司JL-8 × 0機（18機発注）
- アエルマッキ SF-260 × 12機
- T-27 ツカノ × 15機

### 回転翼機
- Mi-26 × 3機
- Mi-17 × 2機
- AS-332B-1 × 6機
- ユーロコプター AS 532AC/UL × 8機

## 階級
| 士官              |                               |  |
| 空軍大将          | General en Jefe               |  |
| 空軍中将          | Mayor General                 |  |
| 空軍少将          | General de Division           |  |
| 空軍准将          | General de Brigada            |  |
| 空軍大佐          | Coronel                       |  |
| 空軍中佐          | Teniente Coronel              |  |
| 空軍少佐          | Mayor                         |  |
| 空軍大尉          | Capitan                       |  |
| 空軍中尉          | Teniente                      |  |
| 空軍少尉          | Subteniente                   |  |
| 技術官            |                               |  |
| 先任上級技術教官  | Maestro Tecnico de Supervisor |  |
| 上級技術教官      | Maestro Tecnico Mayor         |  |
| 1等技術教官       | Maestro Tecnico de Primera    |  |
| 2等技術教官       | Maestro Tecnico de Segunda    |  |
| 3等技術教官       | Maestro Tecnico de Tercera    |  |
| 1等技術軍曹       | Sargento Tecnico de Primera   |  |
| 2等技術軍曹       | Sargento Tecnico de Segunda   |  |
| 3等技術軍曹       | Sargento Tecnico de Tercera   |  |
| 下士官            |                               |  |
| 先任上級曹長      | Sargento Supervisor           |  |
| 上級曹長          | Sargento Ayudante             |  |
| 1等曹長           | Sargento Mayor de Primera     |  |
| 2等曹長           | Sargento Mayor de Segundo     |  |
| 3等曹長           | Sargento Mayor de Tercera     |  |
| 1等軍曹           | Sargento Primero              |  |
| 2等軍曹           | Sargento Segundo              |  |
| 兵卒              |                               |  |
| 1等伍長 （1等兵） | Cabo Primero                  |  |
| 2等伍長 （2等兵） | Cabo Segundo                  |  |
| 兵                | Distinguido                   |  |